# Discografia di Bebe Rexha
La discografia di Bebe Rexha, cantautrice statunitense, comprende tre album in studio, tre EP, oltre trenta singoli, di cui dodici in collaborazione con altri artisti, e oltre trenta video musicali.

## Album in studio
| Anno                                                         | Titolo | Classifiche | Classifiche | Classifiche | Classifiche | Classifiche | Classifiche | Classifiche | Classifiche | Certificazioni                                          |
| Anno                                                         | Titolo | USA         | AUS         | CAN         | GER         | NLD         | NOR         | SWI         | UK          | Certificazioni                                          |
| ------------------------------------------------------------ | --- | ----------- | ----------- | ----------- | ----------- | ----------- | ----------- | ----------- | ----------- | ------------------------------------------------------- |
| 2018                                                         | Expectations - Pubblicato: 22 giugno 2018 - Etichetta: Warner Bros. - Formati: CD, download digitale, streaming | 13          | 19          | 16          | 55          | 58          | 37          | 31          | 33          | - USA: Platino - CAN: Platino - NLD: Oro - NOR: Platino |
| 2021                                                         | Better Mistakes - Pubblicato: 7 maggio 2021 - Etichetta: Warner - Formati: CD, download digitale, streaming     | 140         | —           | 57          | —           | —           | —           | —           | —           |                                                         |
| 2023                                                         | Bebe - Pubblicato: 28 aprile 2023 - Etichetta: Warner - Formati: CD, download digitale, streaming               | 132         | —           | 36          | —           | —           | —           | —           | —           |                                                         |
| "—" indica una pubblicazione non classificata in quel paese. | |             |             |             |             |             |             |             |             |                                                         |

## Extended play
| Anno                                                         | Titolo | Classifiche | Classifiche | Classifiche | Classifiche | Certificazioni |
| Anno                                                         | Titolo | USA         | CAN         | SWE         | SWI         | Certificazioni |
| ------------------------------------------------------------ | --- | ----------- | ----------- | ----------- | ----------- | -------------- |
| 2015                                                         | I Don't Wanna Grow Up - Pubblicato: 12 maggio 2015 - Etichetta: Warner Bros. - Formati: CD, download digitale, streaming   | —           | —           | —           | —           |                |
| 2017                                                         | All Your Fault: Pt. 1 - Pubblicato: 17 febbraio 2017 - Etichetta: Warner Bros. - Formati: CD, download digitale, streaming | 51          | 31          | 54          | 55          |                |
| 2017                                                         | All Your Fault: Pt. 2 - Pubblicato: 11 agosto 2017 - Etichetta: Warner Bros. - Formati: CD, download digitale, streaming   | 33          | 30          | —           | —           | - CAN: Platino |
| "—" indica una pubblicazione non classificata in quel paese. | |             |             |             |             |                |

## Singoli

### Come artista principale
| Anno                                                                          | Titolo                                                  | Classifiche | Classifiche | Classifiche | Classifiche | Classifiche | Classifiche | Classifiche | Classifiche | Classifiche | Classifiche | Certificazioni | Album di provenienza                                              |
| Anno                                                                          | Titolo                                                  | USA         | AUS         | CAN         | GER         | NLD         | NOR         | NZL         | SWE         | SWI         | UK          | Certificazioni | Album di provenienza                                              |
| ----------------------------------------------------------------------------- | ------------------------------------------------------- | ----------- | ----------- | ----------- | ----------- | ----------- | ----------- | ----------- | ----------- | ----------- | ----------- | --- | ----------------------------------------------------------------- |
| 2014                                                                          | I Can't Stop Drinking About You                         | 115         | —           | —           | —           | —           | —           | —           | —           | —           | —           | | I Don't Wanna Grow Up                                             |
| 2014                                                                          | I'm Gonna Show You Crazy                                | —           | —           | —           | —           | —           | 17          | —           | 30          | —           | —           | - CAN: Oro - NOR: Platino (4) - SWE: Platino | I Don't Wanna Grow Up                                             |
| 2014                                                                          | Gone                                                    | —           | 87          | —           | —           | —           | —           | —           | —           | —           | —           | | /                                                                 |
| 2015                                                                          | Me, Myself & I (con G-Eazy)                             | 7           | 19          | 9           | 7           | 11          | 2           | 9           | 4           | 11          | 13          | - USA: Platino (7) - AUS: Platino (2) - CAN: Platino (6) - GER: Oro (3) - NLD: Platino - NOR: Platino (3) - NZL: Platino (2) - SWE: Platino (3) - SWI: Platino - UK: Platino | When It's Dark Out                                                |
| 2016                                                                          | No Broken Hearts (feat. Nicki Minaj)                    | 109         | —           | 97          | 92          | —           | —           | —           | —           | —           | —           | - NOR: Oro | /                                                                 |
| 2016                                                                          | In the Name of Love (con Martin Garrix)                 | 24          | 8           | 19          | 14          | 4           | 5           | 8           | 9           | 10          | 9           | - USA: Platino (3) - AUS: Platino (2) - CAN: Platino (3) - GER: Platino - NLD: Oro - NOR: Platino (3) - NZL: Platino - SWE: Platino (4) - SWI: Platino - UK: Platino         | /                                                                 |
| 2016                                                                          | I Got You                                               | 43          | 73          | 38          | 67          | 60          | —           | —           | 29          | 60          | 91          | - USA: Platino - AUS: Platino - CAN: Platino (2) - NLD: Oro - NOR: Oro - UK: Argento                                                                                         | All Your Fault: Pt. 1 e Expectations                              |
| 2017                                                                          | F.F.F. (feat. G-Eazy)                                   | —           | —           | —           | —           | —           | —           | —           | —           | —           | —           | | All Your Fault: Pt. 1                                             |
| 2017                                                                          | The Way I Are (Dance with Somebody) (feat. Wiz Khalifa) | —           | 72          | —           | —           | —           | —           | —           | —           | —           | —           | | All Your Fault: Pt. 2                                             |
| 2017                                                                          | Meant to Be (feat. Florida Georgia Line)                | 2           | 2           | 7           | 57          | 18          | 5           | 5           | 8           | 34          | 11          | - USA: Diamante - AUS: Platino (8) - CAN: Diamante - GER: Oro - NLD: Platino - NOR: Platino (3) - NZL: Platino (2) - SWE: Platino (2) - SWI: Oro - UK: Platino (2)           | All Your Fault: Pt. 2 e Expectations                              |
| 2017                                                                          | Home (con Machine Gun Kelly e X Ambassadors)            | 90          | 74          | 43          | 27          | 93          | 12          | 30          | 99          | 39          | 64          | - USA: Platino - NOR: Platino (3) - UK: Argento | Bright: The Album                                                 |
| 2018                                                                          | Push Back (con Ne-Yo e Stefflon Don)                    | —           | —           | —           | —           | —           | —           | —           | —           | —           | —           | | Good Man                                                          |
| 2018                                                                          | I'm a Mess                                              | 35          | 41          | 25          | 86          | —           | 18          | —           | —           | 93          | 77          | - USA: Platino (2) - AUS: Platino - CAN: Platino (3) - NOR: Platino (2) - UK: Oro                                                                                            | Expectations                                                      |
| 2018                                                                          | Say My Name (con David Guetta e J Balvin)               | 103         | 70          | 65          | 34          | 10          | 37          | —           | 30          | 22          | 91          | - CAN: Platino - GER: Oro - NOR: Oro - UK: Argento | 7                                                                 |
| 2019                                                                          | Last Hurrah                                             | 98          | 65          | 73          | 84          | —           | 10          | —           | 57          | 77          | 50          | - USA: Oro - NOR: Platino - UK: Argento | /                                                                 |
| 2019                                                                          | Harder (con Jax Jones)                                  | —           | —           | —           | —           | —           | —           | —           | 64          | —           | 45          | - AUS: Oro - UK: Oro | Snacks                                                            |
| 2019                                                                          | You Can't Stop the Girl                                 | —           | —           | —           | —           | 78          | —           | —           | —           | —           | —           | | Maleficent: Mistress of Evil (Original Motion Picture Soundtrack) |
| 2020                                                                          | Baby, I'm Jealous (feat. Doja Cat)                      | 58          | —           | 60          | —           | —           | —           | —           | —           | —           | 86          | | Better Mistakes                                                   |
| 2021                                                                          | Sacrifice                                               | —           | —           | —           | —           | 62          | —           | —           | —           | —           | —           | | Better Mistakes                                                   |
| 2021                                                                          | Sabotage                                                | —           | —           | —           | —           | —           | —           | —           | —           | —           | —           | | Better Mistakes                                                   |
| 2021                                                                          | Die for a Man (feat. Lil Uzi Vert)                      | —           | —           | —           | —           | —           | —           | —           | —           | —           | —           | | Better Mistakes                                                   |
| 2021                                                                          | Chain My Heart (con Topic)                              | —           | —           | —           | 100         | —           | —           | —           | —           | —           | —           | | /                                                                 |
| 2021                                                                          | It's You, Not Me (Sabotage) (con Masked Wolf)           | —           | —           | —           | —           | —           | —           | —           | —           | —           | —           | | /                                                                 |
| 2022                                                                          | Break My Heart Myself (feat. YEJI & RYUJIN of ITZY)     | —           | —           | —           | —           | —           | —           | —           | —           | —           | —           | | /                                                                 |
| 2022                                                                          | I'm Good (Blue) (con David Guetta)                      | 4           | 1           | 1           | 1           | 1           | 1           | 4           | 1           | 1           | 1           | - USA: Platino - AUS: Platino (4) - CAN: Platino (6) - GER: Oro (3) - NZL: Platino (2) - UK: Platino (2)                                                                     | Bebe                                                              |
| 2023                                                                          | Heart Wants What It Wants                               | —           | —           | —           | —           | —           | —           | —           | —           | —           | —           | | Bebe                                                              |
| 2023                                                                          | Satellite (con Snoop Dogg)                              | —           | —           | —           | —           | —           | —           | —           | —           | —           | —           | | Bebe                                                              |
| 2023                                                                          | Stars (con Pnau e Ozuna)                                | —           | —           | —           | —           | —           | —           | —           | —           | —           | —           | | /                                                                 |
| 2023                                                                          | One in a Million (con David Guetta)                     | —           | —           | —           | —           | 65          | —           | —           | —           | —           | 79          | | /                                                                 |
| 2023                                                                          | Heart Still Beating (con Nathan Dawe)                   | —           | —           | —           | —           | 63          | —           | —           | —           | —           | 74          | | /                                                                 |
| 2023                                                                          | It's On                                                 | —           | —           | —           | —           | —           | —           | —           | —           | —           | —           | | /                                                                 |
| 2024                                                                          | Deep in Your Love (con Alok)                            | —           | —           | —           | —           | 57          | —           | —           | —           | —           | 98          | | /                                                                 |
| 2024                                                                          | Chase It (Mmm Da Da Da)                                 | —           | —           | —           | —           | —           | —           | —           | —           | —           | —           | | /                                                                 |
| 2024                                                                          | I'm the Drama                                           | —           | —           | —           | —           | —           | —           | —           | —           | —           | —           | | /                                                                 |
| 2024                                                                          | My Oh My (con Kylie Minogue e Tove Lo)                  | —           | —           | —           | —           | —           | —           | —           | —           | —           | —           | | /                                                                 |
| "—" indica una pubblicazione non classificata o non pubblicata in quel paese. |                                                         |             |             |             |             |             |             |             |             |             |             | |                                                                   |

### Come artista ospite
| Anno                                                                          | Titolo                                                                         | Classifiche | Classifiche | Classifiche | Classifiche | Classifiche | Classifiche | Classifiche | Classifiche | Classifiche | Classifiche | Certificazioni | Album di provenienza                |
| Anno                                                                          | Titolo                                                                         | USA         | AUS         | CAN         | GER         | NLD         | NOR         | NZL         | SWE         | SWI         | UK          | Certificazioni | Album di provenienza                |
| ----------------------------------------------------------------------------- | ------------------------------------------------------------------------------ | ----------- | ----------- | ----------- | ----------- | ----------- | ----------- | ----------- | ----------- | ----------- | ----------- | --- | ----------------------------------- |
| 2012                                                                          | Sink or Swim (Pierce Fulton feat. Bebe Rexha)                                  | —           | —           | —           | —           | —           | —           | —           | —           | —           | —           | | /                                   |
| 2013                                                                          | Take Me Home (Cash Cash feat. Bebe Rexha)                                      | 57          | 7           | 52          | 86          | —           | —           | 28          | —           | —           | 5           | - USA: Platino - AUS: Platino - CAN: Oro - UK: Argento | Overtime e Blood, Sweat and 3 Years |
| 2015                                                                          | Hey Mama (David Guetta feat. Nicki Minaj, Bebe Rexha e Afrojack)               | 8           | 5           | 9           | 9           | 10          | 13          | 5           | 6           | 10          | 9           | - USA: Platino (3) - AUS: Platino (2) - CAN: Platino (3) - GER: Platino - NLD: Platino - NOR: Platino (2) - NZL: Platino - SWE: Platino (2) - SWI: Platino - UK: Platino | Listen                              |
| 2015                                                                          | All The Way (Reykon feat. Bebe Rexha)                                          | —           | —           | —           | —           | —           | —           | —           | —           | —           | —           | | /                                   |
| 2015                                                                          | That's How You Know (Nico & Vinz feat. Kid Ink e Bebe Rexha)                   | 120         | 2           | —           | 65          | 30          | 2           | 17          | 62          | —           | —           | - AUS: Platino - NOR: Platino (4) - NZL: Oro | Cornerstone                         |
| 2015                                                                          | Battle Cry (Havana Brown feat. Bebe Rexha e Savi)                              | —           | 59          | —           | —           | —           | —           | —           | —           | —           | —           | | /                                   |
| 2017                                                                          | Back to You (Louis Tomlinson feat. Bebe Rexha e Digital Farm Animals)          | 40          | 11          | 33          | 51          | 22          | 12          | 12          | 38          | 47          | 8           | - USA: Platino - AUS: Platino (3) - CAN: Platino - NOR: Platino - NZL: Oro - SWE: Oro - UK: Platino                                                                      | /                                   |
| 2018                                                                          | Girls (Rita Ora feat. Cardi B, Bebe Rexha e Charli XCX)                        | 103         | 52          | 72          | 69          | 73          | —           | —           | 66          | 54          | 22          | - AUS: Oro - NOR: Oro - UK: Oro | Phoenix                             |
| 2019                                                                          | Call You Mine (The Chainsmokers feat. Bebe Rexha)                              | 56          | 26          | 42          | 55          | 61          | 22          | 32          | 37          | 42          | 50          | - USA: Platino - AUS: Platino - CAN: Platino - NOR: Platino - UK: Argento                                                                                                | /                                   |
| 2021                                                                          | I'm Not Pretty (Remix) (Jessia feat. Bebe Rexha)                               | —           | —           | —           | —           | —           | —           | —           | —           | —           | —           | | /                                   |
| 2021                                                                          | Family (David Guetta feat. Bebe Rexha, Ty Dolla Sign e A Boogie wit da Hoodie) | —           | —           | —           | —           | —           | —           | —           | —           | 78          | —           | | /                                   |
| 2023                                                                          | If Only I (Loud Luxury e Two Friends feat. Bebe Rexha)                         | —           | —           | 46          | —           | —           | —           | —           | —           | —           | —           | - CAN: Oro | /                                   |
| "—" indica una pubblicazione non classificata o non pubblicata in quel paese. |                                                                                |             |             |             |             |             |             |             |             |             |             | |                                     |

### Singoli promozionali
| Anno | Titolo                                  | Album di provenienza    |
| ---- | --------------------------------------- | ----------------------- |
| 2017 | That's It (feat. Gucci Mane e 2 Chainz) | All Your Fault: Pt. 2   |
| 2017 | Count on Christmas                      | A Christmas Story Live! |
| 2018 | Ferrari                                 | Expectations            |
| 2018 | 2 Souls on Fire (feat. Quavo)           | Expectations            |
| 2019 | Not 20 Anymore                          | /                       |
| 2021 | American Citizen                        | We the People           |
| 2023 | Call on Me                              | Bebe                    |
| 2023 | Seasons (con Dolly Parton)              | Bebe                    |

## Video musicali
| Anno                    | Titolo                                                   | Regista                        |
| Come artista principale | Come artista principale                                  | Come artista principale        |
| ----------------------- | -------------------------------------------------------- | ------------------------------ |
| 2014                    | I Can't Stop Drinking About You                          | Mike MiHail                    |
| 2015                    | I'm Gonna Show You Crazy                                 | Hannah Lux Davis               |
| 2015                    | Me, Myself & I (con G-Eazy)                              | Taj Stansberry                 |
| 2016                    | No Broken Hearts (con Nicki Minaj)                       | Dave Meyers                    |
| 2016                    | In the Name of Love (con Martin Garrix)                  | Emil Nava                      |
| 2017                    | I Got You                                                | Dave Meyers                    |
| 2017                    | F.F.F. (con G-Eazy)                                      | Emil Nava                      |
| 2017                    | The Way I Are (Dance with Somebody) (con Lil Wayne)      | Director X                     |
| 2017                    | Meant to Be (con i Florida Georgia Line)                 | Sophie Muller                  |
| 2017                    | Home (con Machine Gun Kelly e gli X Ambassadors)         | David Ayer                     |
| 2018                    | Push Back (con Ne-Yo e Stefflon Don)                     | James Larese                   |
| 2018                    | Ferrari (vertical video)                                 | Jamaica Craft                  |
| 2018                    | I'm a Mess                                               | Sophie Muller                  |
| 2019                    | Last Hurrah                                              | Joseph Kahn                    |
| 2019                    | Not 20 Anymore                                           | Sophie Muller                  |
| 2019                    | You Can't Stop the Girl                                  | Sophie Muller                  |
| 2020                    | Baby I'm Jealous (con Doja Cat)                          | Hannah Lux Davis               |
| 2021                    | Sacrifice                                                | Christian Beslauer             |
| 2021                    | Sabotage                                                 | Christian Beslauer             |
| 2021                    | Break My Heart Myself (con Travis Barker)                | Christian Beslauer             |
| 2021                    | Chain My Heart (con Topic)                               | Jason Lester                   |
| 2022                    | I'm Good (Blue) (con David Guetta)                       | KC Locke                       |
| 2023                    | Heart Wants What It Wants                                | Michael Haussman               |
| 2023                    | Satellite (con Snoop Dogg)                               | Keyan Safyari e Juan M. Urbina |
| 2023                    | Seasons (con Dolly Parton)                               | Natalie Simmons                |
| 2023                    | One in a Million (con David Guetta)                      | Corey Wilson                   |
| 2023                    | It's On                                                  | Alexander Wessely              |
| 2024                    | Chase It (Mmm Da Da Da)                                  | Ace Bowerman                   |
| Come artista ospite     |                                                          |                                |
| 2013                    | Take Me Home (con i Cash Cash)                           | DJay Brawner                   |
| 2015                    | All the Way (con Reykon)                                 | Mike Ho                        |
| 2015                    | That's How You Know (con Nico & Vinz e Kid Ink)          | RJ Collins & Pasqual Gutierrez |
| 2017                    | Back to You (con Louis Tomlinson e Digital Farm Animals) | Craig Moore                    |
| 2018                    | Girls (con Rita Ora, Cardi B e Charli XCX)               | Helmi                          |
| 2019                    | Call You Mine (con i Chainsmokers)                       | Dano Cerny                     |
| 2019                    | Harder (con Jax Jones)                                   | —                              |
| 2023                    | Chain My Heart (con Topic)                               | Jason Lester                   |
| 2023                    | If Only I (Loud Luxury e Two Friends feat. Bebe Rexha)   | Matt Shaffar                   |
| 2023                    | Stars (con Pnau e Ozuna)                                 | Kuba Matyka e Kamila           |

## Canzoni scritte per altri artisti
| Anno | Artista         | Album                          | Brano                                      |
| ---- | --------------- | ------------------------------ | ------------------------------------------ |
| 2009 | Lee Hyo-ri      | /                              | As Long as I Love You (feat. Will Pan)     |
| 2010 | Nikki Williams  | /                              | Glowing                                    |
| 2010 | Shinee          | Lucifer                        | Lucifer                                    |
| 2011 | Jelena Karleuša | Diva                           | Muškarac koji mrzi žene                    |
| 2012 | We the Kings    | Party, Fun, Love, and Radio EP | Party, Fun, Love, and Radio                |
| 2013 | Selena Gomez    | Stars Dance                    | Like a Champion                            |
| 2013 | Eminem          | The Marshall Mathers LP 2      | The Monster (feat. Rihanna)                |
| 2014 | Tinashe         | Aquarius                       | All Hands on Deck                          |
| 2014 | Bella Thorne    | Jersey                         | Jersey                                     |
| 2014 | Bella Thorne    | Jersey                         | One More Night                             |
| 2016 | Iggy Azalea     | /                              | Team                                       |
| 2016 | Nick Jonas      | Last Year Was Complicated      | Under You                                  |
| 2018 | Logan Staats    | The Launch Season 1 EP         | The Lucky Ones                             |
| 2019 | Gryffin         | Gravity                        | Body Back (feat. Maia Wright)              |
| 2019 | Tate McRae      | All the Things I Never Said    | Stupid                                     |
| 2020 | Selena Gomez    | Rare                           | Crowded Room (con 6lack)                   |
| 2023 | Tyler Hubbard   | Tyler Hubbard                  | Tough                                      |
| 2023 | Mickey Guyton   | /                              | Nothing Compares To You (feat. Kane Brown) |